# Tuvutha Island
Tuvutha Island är en ö i Fiji.   Den ligger i divisionen Östra divisionen, i den västra delen av landet, 300 km väster om huvudstaden Suva.